# 高倫冰原島峰
75°48′S 128°36′W / 75.800°S 128.600°W
高倫冰原島峰（英語：Gallen Nunatak）是南極洲的冰原島峰，位於瑪麗伯德地，處於普茨克峰西北面3公里，屬於麥庫丁山脈的一部分，美國地質調查局根據測量和該國海軍的空中照片繪入地圖，現時由南極條約體系管理。